# Redada de Forest Town
La redada de Forest Town fue una redada policial ocurrida el 22 de enero de 1966 y dirigida a personas LGBT en Forest Town, un suburbio de Johannesburgo. La redada dio lugar a una propuesta de legislación contra la homosexualidad en Sudáfrica, y también ayudó a unir a la comunidad queer en Sudáfrica.

## Antecedentes
La policía sudafricana había llevado a cabo redadas periódicas en otras fiestas privadas de homosexuales y también en lugares públicos antes de la redada en Forest Town. Estas redadas, sin embargo, tuvieron un alcance menor y no se publicitaron de la misma manera que la redada de Forest Town.
A medida que el apartheid en Sudáfrica crecía en alcance, también era importante para el gobierno poner fin a las acciones de personas que eran "consideradas amenazantes para la civilización blanca". Los homosexuales eran vistos como "hombres del saco" que amenazaban al país.

## Redada
La fiesta de Forest Town se celebró el 22 de enero de 1966 en Forest Town, Gauteng, un suburbio de Johannesburgo. La fiesta, realizada en Wychwood Road, estaba destinada a ser un evento glamoroso e incluía a prominentes socialites de la comunidad gay. Fue una "fiesta de la botella" en la que los invitados trajeron su propio alcohol. A la fiesta asistieron unas 350 personas. La policía, vestida de civil, allanó la casa a primera hora de la mañana y se infiltró en la fiesta. Arrestaron a 9 hombres por diferentes cargos, entre ellos hacerse pasar por mujeres, "indecencia grave" y venta ilegal de licor. Una de las personas arrestadas fue la drag queen Michele Bruno.

## Consecuencias
La cobertura informativa, incluido un artículo del periódico Rand Daily Mail, describió la fiesta como una "masiva orgía sexy". La prensa también se centró en los profesionales, como destacados médicos y abogados, que estuvieron presentes en el evento; el periódico incluso publicó los nombres de los asistentes. La prensa contribuyó a crear miedo a los estilos de vida "desviados" y lo calificó como un problema para la comunidad blanca de Sudáfrica.
Posteriormente, las pruebas recogidas por la policía se utilizaron para influir en la creación de legislación contra la homosexualidad. La legislación propuesta fue presentada por el ministro de Justicia, P.C. Pelser en marzo de 1967 en la Cámara de la Asamblea. La nueva ley penalizaría la homosexualidad masculina y femenina y condenaría a los infractores a prisión de hasta tres años. Esta es la primera vez que las lesbianas estarían sujetas a castigo bajo la ley y esto hizo que la homosexualidad en sí misma y no solo las acciones homosexuales fueran ilegales.
La comunidad queer se organizó más políticamente después de las redadas para luchar contra las leyes propuestas. Las lesbianas, al sentir una amenaza existencial, se volvieron especialmente más activas. Activistas queer crearon el Fondo para la Reforma de la Ley Homosexual (Reforma Legal) para recaudar dinero para que los abogados impugnen la ley propuesta. Se crearon grupos de reforma legal en todo el país. El movimiento de reforma legal hizo que la legislatura sudafricana abandonara la ley propuesta y, en cambio, el Comité Selecto creó tres enmiendas a la Ley de Inmoralidad que se encontraba vigente. Estas incluyeron elevar la edad de consentimiento para actos sexuales homosexuales a 19 años, prohibir los consoladores y criminalizar los actos homosexuales masculinos en las fiestas.
Las personas negras LGBT también quedaron aún más marginadas después de las redadas. Sin embargo, la cultura gay en general en Sudáfrica encontró un mayor sentido de coherencia tras la lucha contra las leyes antihomosexuales.